# La Grange (Doubs)
La Grange település Franciaországban, Doubs megyében. Lakosainak száma 97 fő (2022. január 1.). La Grange Rosières-sur-Barbèche és Provenchère községekkel határos.

## Népesség
A település népességének változása:
| Lakosok száma | 78   | 68   | 66   | 77   | 91   | 92   | 94   | 95   | 96   | 97   |
|               | 1968 | 1982 | 1990 | 2006 | 2013 | 2015 | 2017 | 2019 | 2020 | 2022 |